# Куэто, Сесар
Се́сар Аугу́сто Куэ́то Ви́лья (исп. César Augusto Cueto Villa; 16 июня 1952, Лима, Перу) — перуанский футболист, полузащитник. Победитель Кубка Америки 1975 года, бронзовый призёр Кубка Америки 1979, участник чемпионатов мира 1978 и 1982 годов.

## Карьера

### В сборной
Сесар Куэто дебютировал в составе сборной Перу 6 июня 1972 года. В 1975 году Куэто принял участие в победном для его сборной Кубке Америки. В 1978 году Куэто принял участие в чемпионате мира, на котором сыграл во всех шести матчах и забил гол в ворота сборной Шотландии. В следующем году Куэто принимал участие в своём втором Кубке Америки, перуанцам не удалось повторить успех четырёхлетней давности, и они стали лишь бронзовыми призёрами. В 1982 году Куэто поехал на свой второй чемпионат мира, он сыграл во всех трёх матчах своей сборной. Своё последнее выступление за сборную Куэто провёл в стыковом матче за право выступить на чемпионате мира 1986 года против сборной Чили 3 ноября 1985 года, тот матч перуанцы проиграли со счётом 0:1, из-за чего не смогли выйти в финальную часть турнира. Всего же за сборную Сесар Куэто сыграл 51 официальный матч, в которых забил 6 голов.

## Достижения

### Командные
Сборная Перу
- Победитель Кубка Америки: 1975
- Бронзовый призёр Кубка Америки: 1979

 «Альянса Лима»
- Чемпион Перу (3): 1975, 1977, 1978
- Серебряный призёр чемпионата Перу: 1971

 «Атлетико Насьональ»
- Чемпион Колумбии: 1981
- Бронзовый призёр чемпионата Колумбии: 1983

 «Америка Кали»
- Чемпион Колумбии (2): 1984, 1985